# Daniel Marín Toyos
Daniel Marín Toyos (Haro, La Rioja, 9 de abril de 1890 - Madrid, 13 de marzo de 1948) fue un matemático, ingeniero geógrafo y licenciado en derecho español, catedrático de Análisis Matemático de la Universidad Central de Madrid e Ingeniero Jefe del Servicio de Geodesia del Instituto Geográfico Catastral. Fue padre de Juan Antonio Marín Tejerizo (1914-1968), catedrático de ampliación de matemáticas en la Escuela de Peritos Industriales de Madrid, de Jesús Marín Tejerizo (1916-1976), catedrático de química y director de la Escuela de Maestría Industrial de Málagay de Carmelo Marín Tejerizo (1920-1997), secretario de administración local y jefe del negociado de expropiaciones del Ayuntamiento de Madrid.

## Formación y carrera científica y profesional
Comienza sus estudios de Ciencias Exactas en la Universidad de Madrid en 1906. En 1910 obtiene la Licenciatura con calificaciones de sobresaliente con matrícula de honor en todas las asignaturas y premio extraordinario. En diciembre de 1911 lee su tesis doctoral y obtiene el grado de doctor, también con premio extraordinario. En febrero de 1911 ingresa por concurso de méritos en el Cuerpo de Ingenieros Geógrafos, en el que desempeñaba la Jefatura de la Sección de Geodesia en el momento de su fallecimiento. Entre 1925 y 1927 obtiene en dos cursos la licenciatura en Derecho, realizando los exámenes de las distintas asignaturas a caballo entre las universidades de Zaragoza y Murcia.
Inicia su labor docente en marzo de 1912 como auxiliar interino de Exactas en la Facultad de Ciencias de la Universidad de Madrid.
En julio de 1913 es nombrado, mediante oposición, auxiliar numerario en la Universidad de Zaragoza, donde, en abril de 1916, se encargó de la cátedra vacante de Geometría Descriptivay en 1918 también se hizo cargo, por acumulación, de la de Geometría de la Posición.
En mayo de 1918 es nombrado, por oposición en turno de auxiliares, catedrático numerario de Cálculo Infinitesimal y por acumulación, de Análisis matemático 4.º curso (Teoría de funciones) de la Facultad de Ciencias de la Universidad de Barcelona, en la que más tarde desempeña el cargo de Secretario General.
En marzo de 1935 obtiene por concurso de traslado la Cátedra de Ecuaciones Diferenciales de la Facultad de Ciencias de la Universidad de Madrid, 
cátedra rodeada de polémica desde su confusa dotación, con asignación a Esteban Terradas en 1928 y destitución en 1931, hasta la oposición de 1932 que quedó sin cubrir y a la que Terradas concursó en solitario.
Por sendas órdenes del Gobierno de la República, en enero de 1937 es declarado disponible gubernativo   y en septiembre separado definitivamente del servicio  en la Universidad. En noviembre del mismo año es dado de baja en el Cuerpo de Ingenieros Geógrafos.
En noviembre de 1938, el Ministerio de Educación Nacional del primer gobierno franquista lo adscribe provisionalmente al instituto de segunda enseñanza de León.
En octubre de 1939, tras un expediente de depuración, es rehabilitado sin imposición de sanción como catedrático de la Universidad Central. En diciembre de 1939 reingresa en el Cuerpo de Ingenieros Geógrafos, en el que se halla en situación de supernumerario en expectativa de destino, como ingeniero segundo, jefe de negociado de segunda clase.
En agosto de 1940 añade a los anteriores nombramientos el de profesor de matemáticas para ingreso en las Academias y Escuelas Militares del Colegio de Huérfanos de la Armada como resultado de concurso libre entre doctores y licenciados;nombramiento breve porque en diciembre del mismo año fue designado su sucesor por renuncia de Marín.
Coincidió como miembro del claustro de la Universidad de Zaragoza con Zoel García de Galdeano, uno de los máximos artífices de la modernización de la matemática española en general y particularmente del análisis matemático de principios del siglo XX.  Compartió claustro en la Facultad de Ciencias de la Universidad de Madrid con otros dos catedráticos de matemáticas riojanos: Sixto Cámara Tecedor, de Geometría Analítica y con Olegario Fernández Baños, pionero de la estadística en España, director del servicio de estudios del Banco de España y creador del actual IPC. Casualmente los tres matemáticos riojanos se habían enfrentado en 1917 en la oposición a la Cátedra de Geometría Analítica de la Universidad de Valencia que obtuvo finalmente Cámara.
Otro matemático riojano, Enrique Linés Escardó, fue profesor auxiliar temporal en la cátedra de Marín Toyos durante varios periodos entre 1936 y 1945.Marín también coincidió con un cuarto matemático riojano, Rafael Domínguez Ruiz-Aguirre, ayudante de Esteban Terradas en su cátedra de Física Matemática.
Permaneció al margen de la corriente renovadora de principios del siglo XX, que pretendía acercar la matemática española a la de los países de la vanguardia científica europea; corriente liderada por el también riojano Julio Rey Pastor. Marín no figura entre los matemáticos que realizaron estancias en universidades extranjeras pensionados por la Junta para la Ampliación de Estudios, institución creada en 1907 y que desarrolló una intensa actividad desde 1909. Tampoco realizó ningún trabajo en el Laboratorio y Seminario Matemático, centro de investigación matemática creado por la JAE en funcionamiento desde 1915.
Sí asistió al Congreso Internacional de Matemáticos celebrado en Bolonia en septiembre de 1928, en el que se dieron cita las figuras de máximo nivel mundial de todos los ámbitos de las ciencias exactas.
Escribió varios libros de texto y algunos artículos de carácter científico dedicados tanto a las matemáticas teóricas como a su aplicación. 

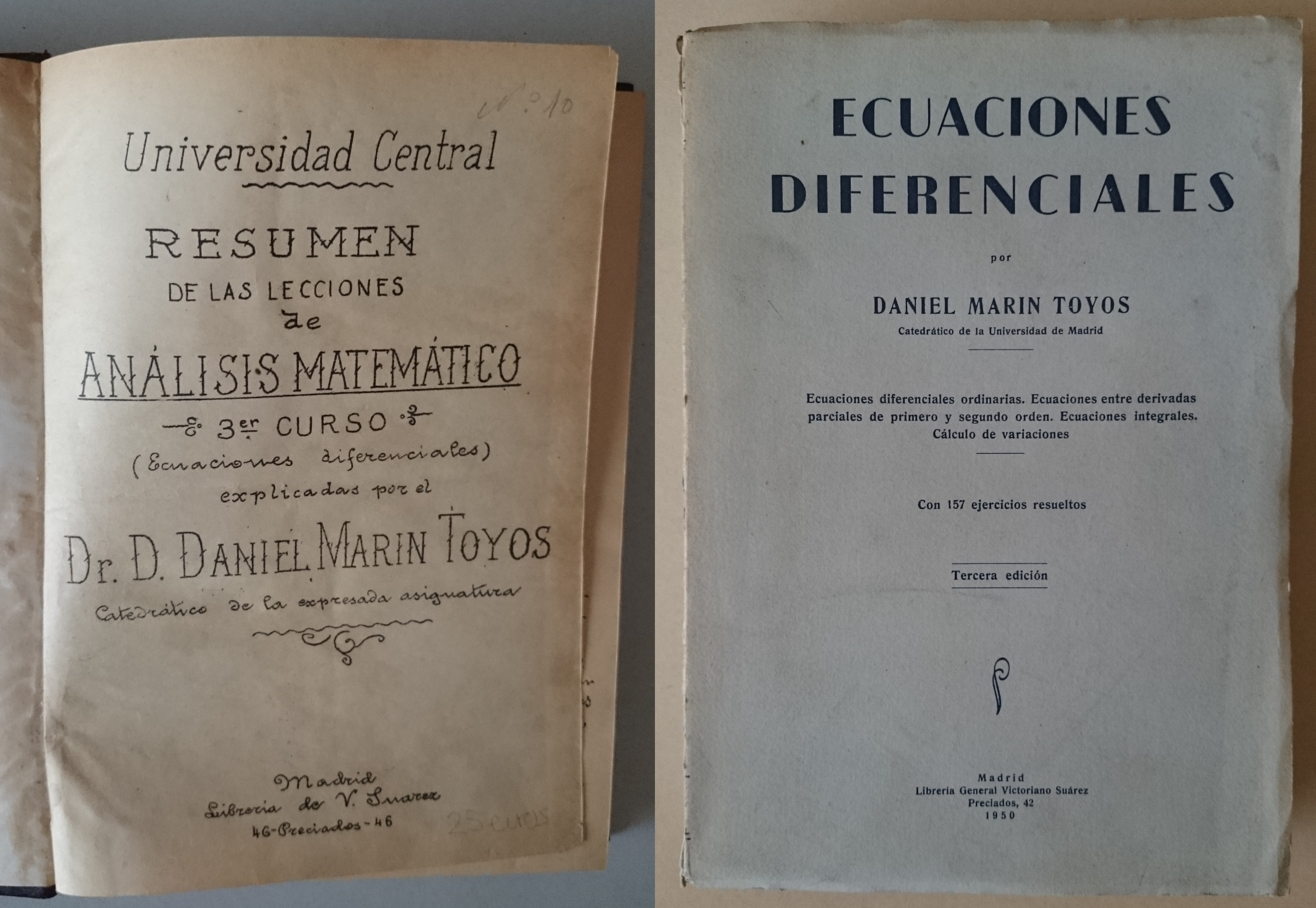
Portadas de las ediciones 1.ª (1936) y 3.ª (1950) del tratado de ecuaciones diferenciales de Daniel Marín Toyos

Sobresale entre sus publicaciones el tratado Ecuaciones diferenciales que recoge y desarrolla el programa oficial de la asignatura de su cátedra Análisis Matemático, 3.er curso.. Contó con tres ediciones: una preliminar, en 1936, en forma de resumen autografiado de sus lecciones; las siguientes, ya en forma de tratado impreso, en 1942 y 1950. Se utilizó también en otras universidades, ya que la Facultad de Ciencias de Madrid era en aquel momento la fuente principal de los libros de texto universitarios con influencia en todo el país.
En octubre de 1939 publicó Tratado elemental de Matemáticas para el séptimo curso de Bachillerato fruto de su docencia en el instituto de segunda enseñanza de León. En 1941 editó en forma litografiada Resumen de las lecciones de Matemáticas generales para el año preparatorio de la Facultad de Medicina, asignatura a su cargo en la Universidad Central. Además tradujo del alemán las Tablas de logaritmos y de las funciones trigonométricas de Ludwig Schrön, que contó con al menos nueve ediciones entre 1942 y 1972.
Entre sus publicaciones más especializadas y de nivel matemático más elevado, junto con su tesis doctoral Teoría del cálculo de variaciones y de las modificaciones introducidas en él por Weierstrass, destaca la monografía de Geometría Diferencial, publicada en 1932, Líneas trazadas sobre una superficie. En palabras del propio Marín Toyos, «de carácter notoriamente elemental» para facilitar a su alumnado y a «las personas amantes de los estudios matemáticos» la preparación precisa para un estudio profundo de las obras magistrales sobre la aplicación de las ecuaciones diferenciales explicadas en su cátedra. 
En 1911 formó parte de los socios fundadores de la Sociedad Matemática Española,ocupando el cargo de vicesecretario entre el 9 de febrero de 1912 y el 12 de junio del mismo año,en cuya revista publicó en 1913 y 1921 sendos artículos sobre la integración de ecuaciones diferenciales lineales completas y entre derivadas parciales. Figura en la lista de 1912 de socios numerarios de la Asociación Española para el Progreso de las Ciencias.

## Algunos datos biográficos

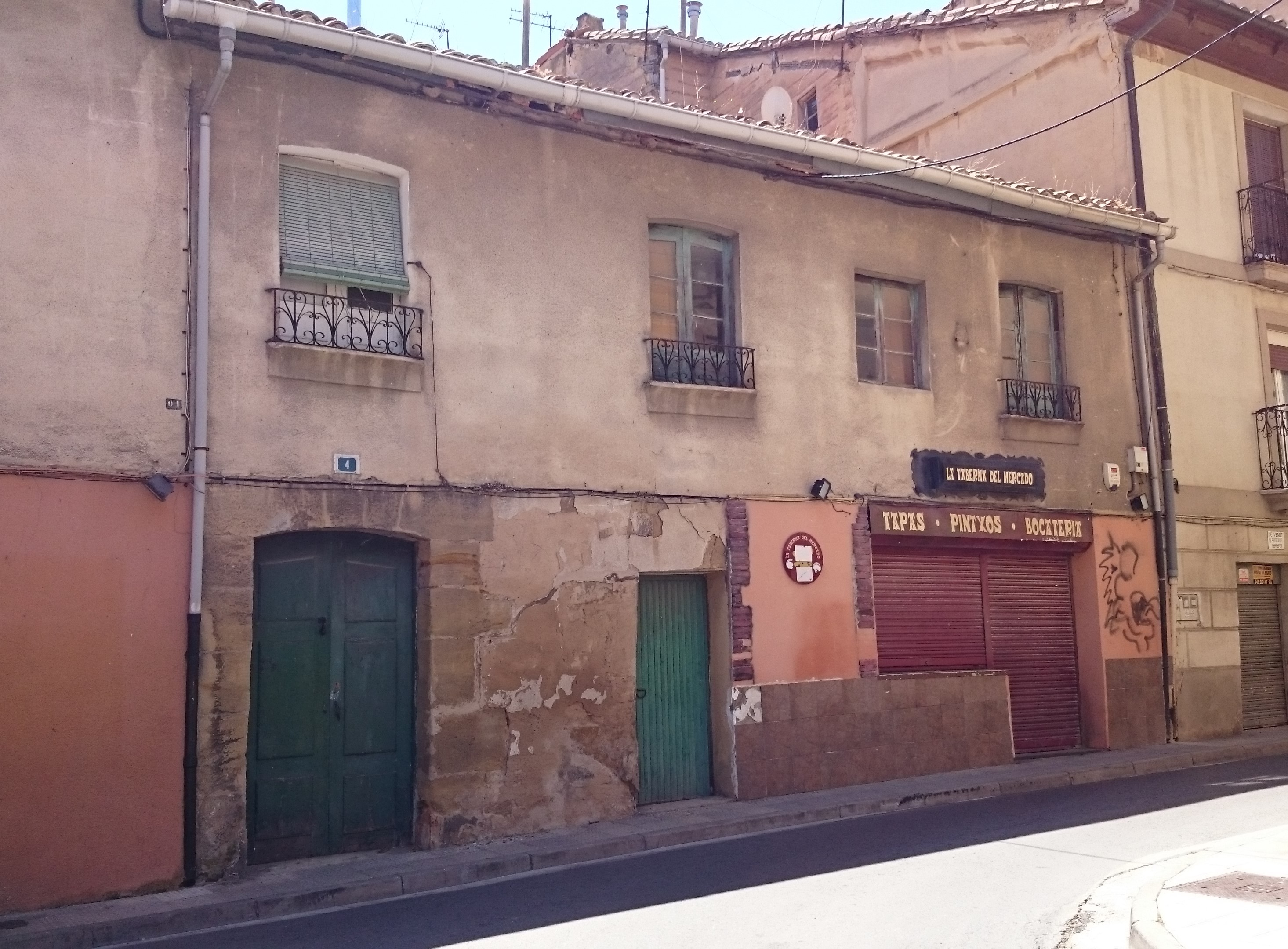
Haro, calle Lope de Vega n.º 4 en julio de 2017

Nació el 9 de abril de 1890 en el n.º 4 de la Calle de los Lagos de Haro, hijo de Leoncia Toyos Gilberte
 y Juan Bautista Marín Fernández, que había sido nombrado maestro de primera enseñanza para la escuela de Haro el 15 de julio de 1889.Fue inscrito en el Registro Civil del Juzgado Municipal de Haro como Daniel Marcelo. El 19 de abril del mismo año fue bautizado en la Parroquia de Santo Tomás Apóstol. 

### Primeros años y primeros estudios
Vivió en Haro hasta que en marzo de 1897 su padre obtuvo por oposición una plaza como maestro en una escuela de Sevilla, con el consecuente traslado familiar a la ciudad andaluza en la que permanecieron 4 años. Los destinos de Juan Bautista Marín ocasionaron que la familia residiera posteriormente en Bilbao y Vitoria; hasta que en julio de 1904 obtiene en propiedad la plaza de maestro de una escuela pública elemental de niños de Madrid, en donde la familia establecería su residencia definitiva. 
El expediente de concesión de título de licenciado de Daniel Marín acredita que entre 1901 y 1903 aprobó dos cursos de dibujo con calificaciones de aprobado en el instituto de segunda enseñanza de Bilbao. También que realizó los exámenes de grado de bachillerato en el Instituto Cardenal Cisneros de Madrid en junio de 1906, obteniendo la calificación de sobresaliente en los dos ejercicios.

### Matrimonio y nacimiento de sus hijos

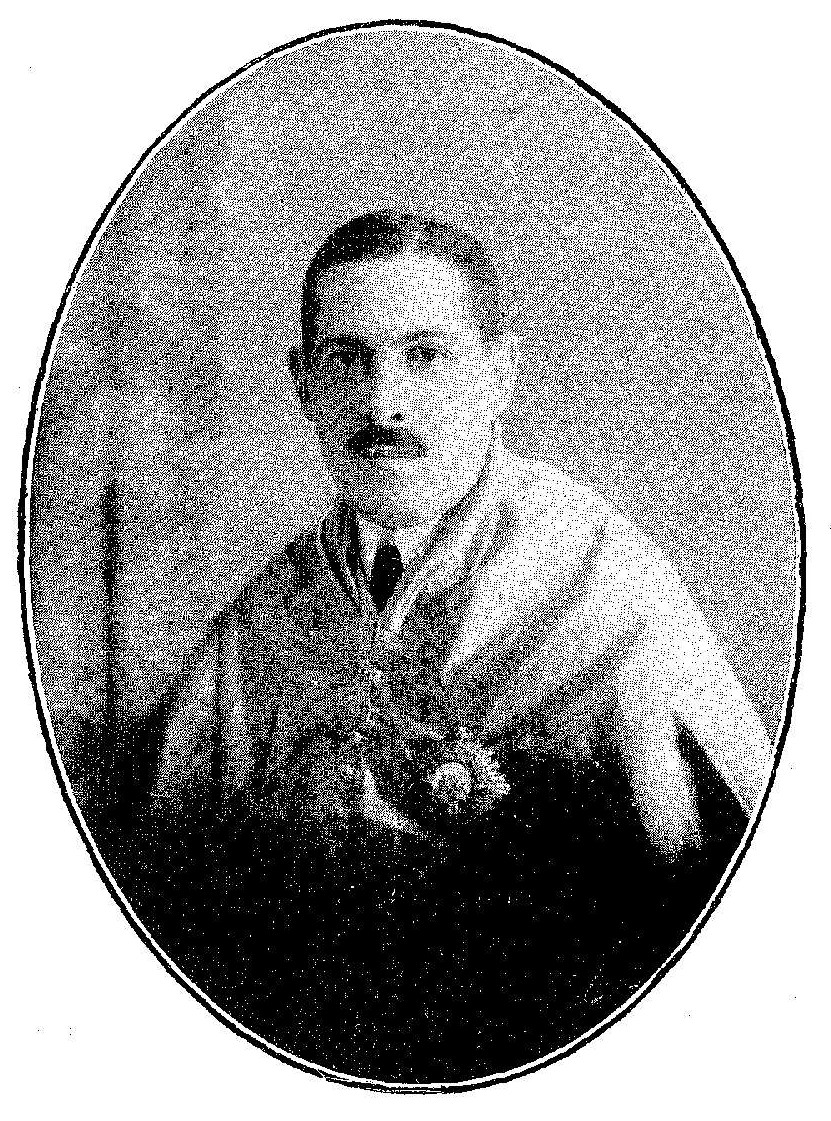
Doctor D. Daniel Marín Toyos - Secretario General de la Universidad de Barcelona. Revista Psiquis. 15 de agosto de 1924.

El 19 de septiembre de 1911 falleció Juan Bautista Marín. Daniel había ingresado en el Cuerpo de Ingenieros Geógrafos en febrero de ese mismo año y estaba cursando el doctorado que obtendría con la lectura de su tesis en diciembre. 
El 22 de septiembre de 1913, dos meses después de tomar posesión de su plaza de auxiliar numerario en la Universidad de Zaragoza, contrae matrimonio con Petra Florentina Tejerizo Rodrigo en Burgo de Osma.
El matrimonio tuvo tres hijos.
Juan Antonio,  nacido en 1914, Jesús  nacido dos años más tarde y Carmelo  que nació en 1920.

### Época barcelonesa
Daniel Marín ocupó la cátedra de Cálculo infinitesimal de la Universidad de Barcelona entre mayo de 1918 y marzo de 1935. Entre 1924 y enero de 1929 desempeñó la Secretaría General de la Universidad. Previamente ya había ejercido como secretario de la Facultad de Ciencias. Desde finales del curso 1923-1924 y hasta 1929, ejerció como profesor de Física en la Escuela Superior de Agricultura de Barcelona.
Tuvo una presencia relevante en la sociedad catalana más allá de la docencia en su cátedra compatibilizada con la gestión universitaria, desarrollando una importante participación en política, de la que algunos datos quedan recogidos en su declaración jurada firmada al comparecer en el Ministerio de Educación Nacional en Vitoria el 24 de octubre de 1938. 
 
Desde 1924 hasta 1931 perteneció a Unión Patriótica. Desde el 11 de septiembre de 1924 hasta la constitución del gobierno presidido por el general Berenguer en 1930,  ocupó el cargo de concejal en el Ayuntamiento de Barcelona nombrado por el general gobernador de aquella capital, Carlos Losada, y ratificado por Severiano Martínez Anido. El teniente general Martínez Anido, ministro de la Gobernación durante la Dictadura de Primo de Rivera y ministro de Orden Público del primer gobierno de Franco, firmó como tal un aval presentado por Daniel Marín en su depuración franquista de octubre de 1938, certificando sus antecedentes como «persona de orden» y «absolutamente afecto al Glorioso Movimiento Nacional».Según la misma declaración jurada, fue socio durante 17 años del Casino Militar de Barcelona «donde se congregaban aquellas personas que sentían un gran amor a España difícil de sostener en una ciudad minada por el separatismo».
De acuerdo al diccionario biográfico «Els governs de la ciutat de Barcelona (1875-1930): Eleccions, partits i regidors» fue Presidente de la Junta Municipal de Primera Enseñanza, miembro del Consejo Asesor de la Liga Cervantista Española en 1927 y vocal del Centro Liberal Radical Catalán en 1933. La misma fuente hace referencia a su dedicación a la abogacía y cómo su bufete ofrecía servicios gratuitos a los maestros nacionales de Barcelona.
Otras fuentes documentales hacen referencia a la pertenencia de Daniel Marín a la Sociedad de Estudios Vascos, a través del Solar Vasco-Navarro de Barcelona. .
El 5 de abril de 1931, Leoncia Toyos, madre de Daniel, falleció en Somao (Asturias) donde vivía bajo la atención de José, hermano de Daniel.

### Retorno a Madrid, Guerra Civil y últimos años
La situación política del país es muy complicada cuando Daniel Marín se incorpora a su cátedra en la Universidad de Madrid en julio de 1935.

En el ambiente de enfrentamiento político que precedió a las elecciones generales, los días 16 de febrero y 1 de marzo de 1936, se produjeron numerosos episodios de violencia. Entre ellos «colisiones entre estudiantes de distintas ideologías» en la Universidad de Madrid. El 3 de febrero de 1936 Daniel Marín fue designado por la Junta de Gobierno de la Universidad como Juez Especial para depurar responsabilidades por esos incidentes estudiantiles.
Poco después del golpe de Estado del 18 de julio de 1936, en agosto, las actividades docentes quedaron suspendidas en la Ciudad Universitaria de Madrid que pronto se convirtió en un frente permanente de guerra. El profesorado universitario madrileño sufrió una doble depuración política. La primera, emprendida durante la guerra por las autoridades republicanas; la segunda, con mucha mayor virulencia y que se extendió una vez acabada la guerra, por las franquistas.
Tras haber sido declarado por del Gobierno de la República en enero de 1937 disponible gubernativo, el 24 de septiembre del mismo año es separado definitivamente del servicio  en la Universidad
«en virtud de la información recibida y debidamente confirmada sobre la actuación política y profesional en la Universidad de Barcelona y durante el periodo de la Dictadura Militar del General Primo de Rivera, del entonces Profesor de aquella Universidad». En noviembre del mismo año es dado de baja en el Cuerpo de Ingenieros Geógrafos.
La declaración jurada firmada por Marín Toyos en Vitoria el 24 de octubre de 1938  ofrece datos sobre su vida durante la guerra. Por ella sabemos cómo en una ocasión «Fui detenido casualmente por encontrarme en el domicilio de la señora madre del Excmo. Sr. General Don Fidel Dávila, al que había acudido con objeto de hacerles donación de algunos víveres dada la escasez. […] Puesto en libertad a las 24 horas de mi detención seguí concurriendo a la citada casa». Fidel Dávila desempeñó un papel muy relevante en la Guerra Civil y fue Ministro de Defensa dentro del primer gobierno franquista. Sabemos también que Marín residió en Madrid hasta el día 27 de septiembre de 1938 en que salió «alegando a los efectos de obtener la correspondiente autorización la necesidad de acompañar a mi hijo al sanatorio de Davos (Suiza)». Vía Alicante, Orán, Marsella y París, efectuó la entrada en la España Nacional por Fuenterrabía el 21 de octubre. Y conocemos también los nombres de los avalistas que Daniel Marín refiere como personas que confirmen sus manifestaciones.
En una instancia dirigida al Ministro de Educación Nacional, firmada en Vitoria el 24 de octubre de 1938, Daniel Marín, «deseando colaborar en la formación del nuevo Estado», solicita adscripción a un centro universitario, adjuntando la declaración jurada que se le exigió y tres avales altamente favorables. La solicitud es resuelta el 4 de noviembre con su adscripción con carácter provisional al instituto de segunda enseñanza de León.
En octubre de 1939, tras un segundo expediente de depuración motivado por el extravío temporal del primero, es rehabilitado sin imposición de sanción y reintegrado en su destino de la Universidad Central.
En diciembre del mismo año reingresa en el Cuerpo de Ingenieros Geógrafos, en el que se halla en situación de supernumerario en expectativa de destino, como ingeniero segundo, jefe de negociado de segunda clase.
Daniel Marín Toyos fallece el 13 de marzo de 1948 en Madrid. La esquela publicada en el diario ABC al día siguiente
 hace referencia a la conducción del cadáver desde la residencia de catedráticos de la Universidad Central y a la inhumación en el cementerio de Nuestra Señora de la Almudena.
En la sección informativa del tercer número de 1948 de la revista Matemática Elemental, publicada por la Real Sociedad Matemática Española aparece una breve reseña sin firma del fallecimiento de Daniel Marín Toyos.
En el número 5 de la Revista Matemática Hispano-Americana del mismo año, Simón Archilla Guzmán firma una «corta reseña biográfica, con la que rendimos a nuestro maestro el homenaje que se merece su memoria» escrita en el lenguaje laudatorio propio de estas ocasiones.

## Premios y reconocimientos
- Fue nombrado comendador de la Orden Civil de Alfonso X el Sabio.[62]
- El 1 de junio de 1947 fue nombrado miembro correspondiente de la Academia del Instituto de Coímbra.

## Publicaciones
- (1912). Teoría del cálculo de variaciones y de las modificaciones introducidas en él por Weierstrass. Tesis doctoral. Madrid: Imprenta de Eduardo Árias. 54 pp. 1 h.

- (1912). «Nota biliográfica sobre Tablas de logaritmos, por D.J. Juan Blanquer». Revista de la Sociedad Matemática Española. Año 1º (9): 375-376.

- (1913). «Breve nota sobre la integración elemental de las ecuaciones diferenciales lineales completas». Revista de la Sociedad Matemática Española. Año 2º (19): 283-289.

- (1916). Estudio analítico de algunas líneas trazadas en algunas superficies. (Tesis presentada en las oposiciones a la Cátedra de Geometría Analítica de la Universidad de Valencia. Copia mecanografiada con fórmulas manuscritas). Zaragoza.

- (1917). Programa de la asignatura de geometría analítica. (Ejemplar manuscrito presentado en las oposiciones a la Cátedra de Geometría Analítica de la Universidad de Valencia). Zaragoza. 72 pp.

- (1917). Aplicaciones del análisis infinitesimal al estudio de líneas notables de una superficie. (Tesis presentada en las oposiciones a la Cátedra de Análisis Infinitesimal de la Universidad de Valencia. Copia mecanografiada con fórmulas manuscritas). Zaragoza.

- (1917). Programa de la asignatura de Análisis Infinitesimal primer curso. (Ejemplar manuscrito presentado en las oposiciones a la Cátedra de Análisis Infinitesimal de la Universidad de Valencia). Zaragoza. 75 pp.

- (1918). Programa de las lecciones de elementos de Cálculo Infinitesimal explicadas por Daniel Marín Toyos. Universidad de Barcelona. (Ejemplar manuscrito presentado en las oposiciones a la Cátedra de Análisis Infinitesimal de la Universidad de Valencia). Zaragoza. 24 pp.

- (1921). «Integración de las ecuaciones lineales entre derivadas parciales de segundo orden». Revista Matemática Hispano-Americana. Tomo III (5): 136-142.

- (1932). Lineas trazadas sobre una superficie. Barcelona: Universidad de Barcelona - Facultad de Ciencias. Talleres gráficos Nuñez y Cia. 60 pp.

- (1936). Resumen de las lecciones de Análisis Matemático, 3er. curso (Ecuaciones diferenciales). Madrid: Victoriano Suárez. 240 pp.

- (1939). Tratado elemental de matemáticas para el séptimo curso de Bachillerato. Valladolid: Librería Santarén. 344 pp.

- (1941). Resumen de las lecciones de Matemáticas Generales para el año preparatorio de la facultad de medicina. (2 fascículos). Madrid: Victoriano Suárez [Lit. E. Nieto].

- (1942). Tratado de Ecuaciones Diferenciales. Madrid: Librería General Victoriano Suárez. VII + 640 pp.

- (1942). Tablas de logaritmos con siete cifras decimales de los números naturales del 1 al 108.000 y de las funciones trigonométricas de diez en diez segundos por L. Schrön. (Traducción directa de la edición alemana que contó con al menos nueve ediciones entre 1942 y 1972) (1ª edición). Madrid: Librería General Victoriano Suárez.

- (1950). Ecuaciones Diferenciales. Madrid: Librería General Victoriano Suárez. VIII + 640 pp.